# أعلام المهندسين في الإسلام (كتاب)
تدور أحداث الكتاب عن أعلام المهندسين في الإسلام ومنهم: عمر الوادي، عبد الله بن محرز، الحجاج بن يوسف، عمران بن الوضاح، شهاب بن كثير، بنو موسى بن شاكر، الماهاني، الجوهري، يحيى بن منصور الحكيم، يعقوب بن اسحاق الكندي الحراني، ابن كرنيب، ابن أبي رافع، الكرابيسي، المكي، يوحنا القس، ابن أبي الرداد، والفرغاني مهندس ابن طولون، وعلي بن أحمد، الصاغاني، الحراني، ابن دهب، أبو أيوب، السري، ابن أبي عيسى الأنصاري، الأقليدي، البوزجاني، أبو بكر بن محمد، ابن غنام، ابن الصفار، الناشي، ابن السمح، ابن الهيثم، سعيد بن محمد الطليطلي، ابن برغوث، ابن الخياط، ابن مرشد، السرقطسي، علي بن نجدة، ابن خلدون الحضرمي، ابن الليث، ابن خميس، الكلبي، الكرماني، ابن حي، الواسطي، ابن العطا ابن الجلاب، العدوي، علم الدين البغدادي، الكلوزي، الزهراوي، ابن الوقشي، أمية بن أبي الصلت، الباهلي، الكلاعي، ابن أبي يعيش الطرابلسي وغيرهم من المهندسين في الإسلام.